# Poicephalus
Poicephalus es un género de aves psitaciformes de la familia Psittacidae que contiene 10 especies y 22 subespecies de loros endémicos del África subsahariana.

## Taxonomía
El género Poicephalus fue introducido por el naturalista inglés William Swainson en 1837. La especie tipo fue designada posteriormente como el lorito senegalés. El nombre proviene del griego antiguo phaios "gris" y kephalé "cabeza".

## Área de distribución y hábitat
Los loros Poicephalus habitan en toda la zona subsahariana, extendiéndose desde Senegal hasta Etiopía y la República de Sudáfrica. Habitan en las zonas más boscosas, cerca de los ríos, lagos y arroyos. Anidan en troncos huecos y se trasladan muchos kilómetros en busca de comida. Las personas de la zona los matan porque los loros se comen sus cultivos.

## Descripción
Los Poicephalus se diferencian de otros loros por su corta cola, su gran cabeza y pico, y por sus vivos colores. Estos loros varían en cuanto a tamaño y dimorfismo sexual: desde el más pequeño, el loro de Meyer (Poicephalus meyeri), hasta el más grande, el loro del Cabo (Poicephalus robustus). Existen especies en las que el dimorfismo sexual se aprecia en la coloración, y en otras cabe la posibilidad de distinguir los sexos por el tamaño de la cabeza, pero en muchas especies los únicos métodos fiables para saber el sexo son mediante el ADN o mediante cirugía (endoscopia).

## Avicultura
La cría en cautividad de estos loros es bastante reciente: las primeras crías datan de 1950, por lo que queda mucho por aprender sobre estas aves. Su demanda en el comercio de mascotas ha hecho que muchos criaderos comiencen a disponer de parejas destinadas a la cría.
La especie de Poicephalus más numerosa en libertad es a su vez la más numerosa en cautividad: el loro de Senegal o loro you-you (Poicephalus senegalus); en los últimos años esta especie ha sido con la que más éxitos de cría en cautividad se ha tenido y consecuentemente la de mayor comercialización.

## Características como mascota
Los Poicephalus son excelentes mascotas cuando son criados en cautividad y son criados a mano. Su tamaño, su menor precio comparado al de otros loros, sus colores y su capacidad de habla y de aprendizaje convierten a los Poicephalus en fantásticos animales de compañía.

## Especies
| Especie                   | Nombre común                                      | Subespecies | Imagen |
| ------------------------- | ------------------------------------------------- | --- | ------ |
| Poicephalus senegalus     | - Loro de Senegal - Loro you-you                  | - P. s. senegalus - P. s. mesotypus - P. s. versteri                                                           |        |
| Poicephalus meyeri        | - Loro de Meyer                                   | - P. m. meyeri - P. m. saturatus - P. m. matschiei - P. m. tranvaalensis - P. m. reichenowi - P. m. damarensis |        |
| Poicephalus rufiventris   | - Loro de vientre rojo                            | - P. r. rufiventris - P. r. pallidus                                                                           |        |
| Poicephalus gulielmi      | - Loro jardinero                                  | - P. g. gulielmi - P. g. fantiensis - P. g. massaicus                                                          |        |
| Poicephalus robustus      | - Loro del Cabo                                   | - P. r. robustus - P. f. fuscicollis - P. f. suahelicus                                                        |        |
| Poicephalus rueppellii    | - Loro de Rueppell                                | - Ninguna |        |
| Poicephalus flavifrons    | - Loro de cara amarilla - Loro de frente amarilla | - P. f. flavifrons - P. f. aurantiiceps                                                                        |        |
| Poicephalus crassus       | - Loro niam-niam                                  | - Ninguna |        |
| Poicephalus cryptoxanthus | - Loro de cabeza marrón - Loro de cabeza castaña  | - P. c. cryptoxanthus - P. c. tanganyikae - P. c. zanzibaricus                                                 |        |
| Poicephalus fuscicollis   | - Loro de cuello marrón                           | - Poicephalus fuscicollis fuscicollis - Poicephalus fuscicollis suahelicus                                     |        |